# Weingerlova vila
Enonadstropna, pravokotno 3 x 5-osna, poznohistorična hiša z dvokapno streho stoji na južnem robu vaškega jedra Pesnice pri Mariboru, vzhodno ob stari glavni cesti med Mariborom in Šentiljem. Nastala je okoli leta 1900. Simetrično petosna obcestna fasada je bogato razčlenjena z rustiko, delilnimi zidci in okrašenimi okenskimi obrobami ter v osrednjem delu poudarjena z nadstropno leseno rezljano verando, ki jo zaključujeta trikotno čelo in dvokapna streha.
Weingerlova vila, pod tem imenom znana v kraju zaradi lastništva omenjene družine do konca II. svetovne vojne, stoji na naslovu Pesnica pri Mariboru 37 v katastrski občini Ranca ter tvori značilno veduto Pesnice pri Mariboru.
Člani družine Weingerl so upravljali poštni urad Pesniški Dvor (nem. Pössnitzhofen), med obema vojnama pa bili znani kot trgovci z deželnimi pridelki. Po II. svetovni vojni je bila hiša nacionalizirana in sedež lesno-predelovalnega obrata. Do denacionalizacije (in zasebnega lastništva) je bila stavba v solidnem stanju.
V Register nepremične kulturne dediščine je vpisana pod evidenčno številko enote (EŠD) 25659.
S sprejetjem novega Odloka o razglasitvi kulturnih spomenikov lokalnega pomena na območju Občine Pesnica je Weingerlova vila leta 2022 izgubila status kulturnega spomenika.